# Abyssosaurus
Abyssosaurus es un género extinto de plesiosaurio aristonéctido que vivió en el Cretácico Inferior en lo que ahora es Rusia.

## Descubrimiento
Abyssosaurus se conoce solo por el espécimen holotipo, un esqueleto postcraneal parcial. El holotipo se encontró en
Chuvashia, datando de fines del Hauteriviense en el Cretácico Inferior, hace unos 133-130 millones de años. El espécimen se piensa que ocupa una posición intermedia entre Tatenectes y Kimmerosaurus del Jurásico Superior y Aristonectes y Kaiwhekea del Cretácico Inferior. Abyssosaurus representa el primer registro fiable de un  aristonéctido en Rusia.

## Etimología
Abyssosaurus fue nombrado oficialmente por Alexander Yu. Berezin en 2011 y la especie tipo es Abyssosaurus nataliae.